# Alzamiento de la Unión de Cortes Islámicas
El alzamiento de la Unión de Cortes Islámicas (2006) es el período en la Guerra Civil Somalí que comenzó en mayo de 2006 con la conquista de Mogadiscio por la Unión de Cortes Islámicas (UCI) a la Alianza para el Restablecimiento de la Paz y contra el Terrorismo (ARPCT) y continuó con nuevas expansiones de la UCI en el país. Tras el estallido de la Guerra en Somalia de 2006 el 21 de diciembre de 2006, el 24 de diciembre, la directa intervención de Etiopía en el conflicto en apoyo del Gobierno Federal de Transición (TFG) ha dejado de ser negada por el gobierno de Etiopía. Si bien el gobierno de Eritrea negó toda participación, hay rumores de que 2.000 eritreos fueron a ayudar a los soldados de la UCI.

## Orígenes
La aparición de las Cortes Islámicas en Somalia empezó a mediados de 1990, con la alianza de un grupo de eruditos musulmanes y gente de negocios encabezados por Hassan Aweys (el líder del AIAI y Sharif Ahmed, con otros dos poderosos elementos: Yusuf Mohammed Siad "Indha'adde" y el autoproclamado gobernador de Shabeellaha Hoose, y el grupo islamita militar AIAI guiados por Hassan Abdullah Hersi al-Turki, formando la Unión de Cortes Islámicas.
Inicialmente estos tres distintos elementos mantenían un liderazgo separado. En julio de 2006 la unión de cortes islámicas y el AIAI se combinaron para formar el Consejo de las Supremas Cortes Islámicas (CSCI). Al final de septiembre, Indha'adde's anexó voluntariamente su liderazgo militar al CSCI, la cual creó una organización unificada de mayor tamaño.
En contra se han alzado el Gobierno Federal de Transición, y la región disidente de Puntland, más otros líderes militares y tribus.